# Żupania splicko-dalmatyńska
Żupania splicko-dalmatyńska (chorw. Splitsko-dalmatinska županija) – żupania położona w południowej części Chorwacji ze stolicą w Splicie. W 2011 roku liczył 454 798 mieszkańców.

## Podział administracyjny
Żupania splicko-dalmatyńska jest podzielona na następujące jednostki administracyjne:

- miasto Split
- miasto Hvar
- miasto Imotski
- miasto Kaštela
- miasto Komiža
- miasto Makarska
- miasto Omiš
- miasto Sinj
- miasto Solin
- miasto Stari Grad
- miasto Supetar
- miasto Trilj
- miasto Trogir
- miasto Vis
- miasto Vrgorac
- miasto Vrlika
- gmina Baška Voda
- gmina Bol
- gmina Brela
- gmina Cista Provo
- gmina Dicmo
- gmina Dugi Rat
- gmina Dugopolje
- gmina Gradac
- gmina Hrvace
- gmina Jelsa
- gmina Klis
- gmina Lećevica
- gmina Lokvičići
- gmina Lovreć
- gmina Marina
- gmina Milna
- gmina Muć
- gmina Nerežišća
- gmina Okrug
- gmina Otok
- gmina Podbablje
- gmina Podgora
- gmina Podstrana
- gmina Postira
- gmina Prgomet
- gmina Primorski Dolac
- gmina Proložac
- gmina Pučišća
- gmina Runovići
- gmina Seget
- gmina Selca
- gmina Sućuraj
- gmina Sutivan
- gmina Šestanovac
- gmina Šolta
- gmina Tučepi
- gmina Zadvarje
- gmina Zagvozd
- gmina Zmijavci